# Zimmerkopfhütte
Die Zimmerkopfhütte ist eine Hütte des Pfälzerwald-Vereins.

## Lage
Das Bauwerk befindet sich im Pfälzischen Holzland am Nordfuß des namensgebenden Zimmerkopf am südwestlichen Siedlungsrand der Ortsgemeinde Heltersberg etwas außerhalb der übrigen Bebauung.

## Betrieb
Die Hütte stellt ein vergleichsweise kleines Gebäude dar und wird von der Ortsgruppe Heltersberg des Pfälzerwald-Vereines betrieben, die offiziell „Heimatverein Heltersberg“ heißt. Sie ist samstags 14 bis 19.30 Uhr sowie sonn- und feiertags von 9 bis 12.30 Uhr geöffnet. Zudem besteht für Wandergruppen die Option, die Hütte nach Vereinbarung zu öffnen.

## Geschichte
Dem 1961 gegründeten Heimatverein Heltersberg wurde vier Jahre später von der Gemeinde ein Grundstück auf dem Zimmerkopf überlassen, auf dem er im selben Jahr eine Holzhütte errichtete. 1970 folgte der Ausbau des Innenraums. Da der Wunsch überwog eine Gastwirtschaft zu betreiben, wurde das bestehende Gebäude abgerissen und 1974 durch ein neues ersetzt. Im Februar 1979 wurde die Hütte von einem Brand heimgesucht.

## Tourismus
Die Zimmerkopfhütte liegt am Brunnenwanderweg. Nächstgelegene Wanderhütten sind das Naturfreundehaus Heltersberg und das Naturfreundehaus Galgenberghaus in Waldfischbach-Burgalben.